# Vasilij Ročev (sciatore 1980)
Vasilij Vasil'evič Ročev, accreditato come Vassili Rotchev dalla FIS (in russo Василий Васильевич Рочев?; Syktyvkar, 23 ottobre 1980), è un ex fondista russo, vincitore di varie medaglie olimpiche e iridate.
È figlio di Vasilij e Nina, fratello di Anatolij e Ol'ga Ščučkina e marito di Julija Čepalova, tutti a loro volta fondisti di alto livello.

## Biografia
In Coppa del Mondo esordì il 28 febbraio 2000 a Stoccolma (13°), ottenne il primo podio il 27 novembre 2001 a Kuopio (3°) e la prima vittoria il 30 novembre 2002 a Kuusamo.
In carriera prese parte a due edizioni dei Giochi olimpici invernali, Salt Lake City 2002 (25° nella 15 km, 28° nella sprint) e Torino 2006 (4° nella 15 km, 11° nella sprint, 3° nella sprint a squadre, 6° nella staffetta), e a cinque dei Campionati mondiali, vincendo quattro medaglie.

## Palmarès

### Olimpiadi
- 1 medaglia:
  - 1 bronzo (sprint a squadre a Torino 2006)

### Mondiali
- 4 medaglie:
  - 1 oro (sprint a Oberstdorf 2005)
  - 2 argenti (sprint a squadre, staffetta a Sapporo 2007)
  - 1 bronzo (staffetta a Oberstdorf 2005)

### Mondiali juniores
- 1 medaglia:
  - 1 argento (30 km a Štrbské Pleso 2000)

### Coppa del Mondo
- Miglior piazzamento in classifica generale: 6º nel 2006
- 14 podi (7 individuali, 7 a squadre[2]):
  - 5 vittorie (2 individuali, 3 a squadre)
  - 4 secondi posti (2 individuali, 2 a squadre)
  - 5 terzi posti (3 individuali, 2 a squadre)

#### Coppa del Mondo - vittorie
| Data             | Località  | Nazione   | Spec.                                                                  |
| ---------------- | --------- | --------- | ---------------------------------------------------------------------- |
| 30 novembre 2002 | Kuusamo   | Finlandia | 15 km TC                                                               |
| 6 marzo 2004     | Lahti     | Finlandia | TS TC (con Nikolaj Pankratov)                                          |
| 5 dicembre 2004  | Berna     | Svizzera  | TS TL (con Ivan Alypov)                                                |
| 7 gennaio 2006   | Otepää    | Estonia   | 15 km TC                                                               |
| 17 dicembre 2006 | La Clusaz | Francia   | 4x10 km (con Aleksandr Legkov, Nikolaj Pankratov ed Evgenij Dement'ev) |

Legenda:

TC = tecnica classica

TL = tecnica libera

TS = sprint a squadre

#### Coppa del Mondo - competizioni intermedie
- 1 podio di tappa:
  - 1 secondo posto